# Parque etnobotánico Omora
El Parque Etnobotánico Omora es un jardín botánico y área protegida de una extensión de 1000 ha, situada en el extremo sur de Chile, en el norte de la isla Navarino, en la ribera sur del canal Beagle. Este parque desarrolla actividades de investigación científica, educación y conservación biocultural de la zona austral chilena. 
Depende administrativamente de la Universidad de Magallanes, del Instituto de Ecología y Biodiversidad (IEB-Chile) y la Fundación Omora y forma parte de la Red Chilena de Estudios Socio-Ecológicos a Largo Plazo (LTSER Chile). El parque es asimismo un centro científico de investigación, educación y conservación de la Reserva de la Biosfera Cabo de Hornos a través del Centro Internacional Cabo de Hornos (CHIC) y la Universidad.
Este jardín botánico tiene lazos de cooperación con el Latin American Ethnobotanical Garden de la Universidad de Georgia, Estados Unidos.
Presenta trabajos para la Agenda Internacional para la Conservación en los Jardines Botánicos. 
El código de identificación internacional del Parque Etnobotánico Omora como miembro del "Botanic Gardens Conservation International" (BGCI), así como las siglas de su herbario es OMORA. El nombre «Omora» del parque procede de la palabra yagana para el picaflor rubí (Sephanoides sephaniodes), la especie de colibrí más austral del mundo.

## Localización

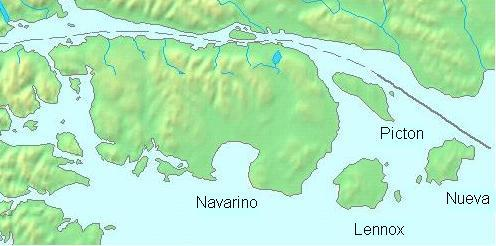
Isla de Navarino donde se ubica el Parque Etnobotánico Omora.

El Parque Etnobotánico Omora está ubicado en la región de los bosques australes del sur de Chile (55°S), a 2,5 km al oeste de la ciudad de Puerto Williams en la isla Navarino.
Parque Etnobotánico Omora Parque Omora, Teniente Muñoz 396, Puerto Williams, isla Navarino XII Región de Magallanes, Chile.
Planos y vistas satelitales.54°56′08″S 67°36′17″O / -54.93556, -67.60472
El jardín botánico está abierto todo el año a las actividades de investigación científica, educación y conservación, y al ecoturismo.

## Historia
El parque fue creado gracias a la iniciativa del Dr. Ricardo Rozzi y el apoyo del equipo docente de la Universidad de Magallanes. La apertura pública de jardín botánico tuvo lugar el 14 de noviembre del 2000, nacido con vocación enfocada en la investigación, la educación y la conservación del paisaje, la fauna y la flora.

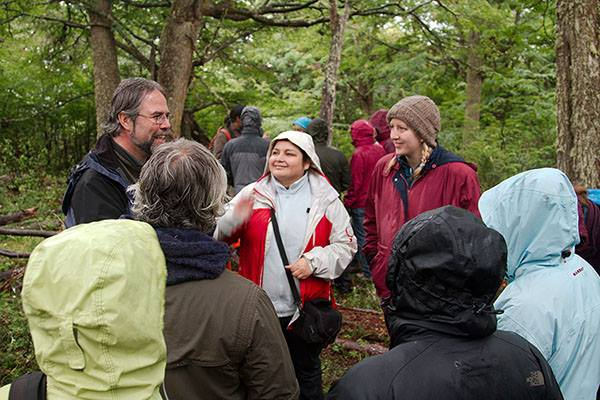
El Dr. Ricardo Rozzi en una clase de campo.

El director de fundación el Dr. Ricardo Rozzi inauguró la práctica de la "filosofía ambiental de campo" en el Parque Omora. Desde su creación en el 2000, el equipo científico del parque Omora se han implicado en llevar una iniciativa de conservación biocultural transdisciplinaria que condujo a la creación de la Reserva de la Biosfera Cabo de Hornos el 2005. 
Un ejemplo de la manera y tentativas del Parque Omora de ligar teoría y práctica se puede encontrar en la iniciativa Ecoturismo con lupa. En el 2008, el Parque Omora recibió el galardón « "Science and Practice of Ecology and Society Award" » ( Premio Ciencia y práctica de la ecología y de la sociedad), dado por la síntesis científica.
En el año 2022, se amplía la red de investigaciones al inaugurarse el Centro Subantártico Cabo de Hornos, un activo de la Universidad de Magallanes en Puerto Williams y que alberga al CHIC en un consorcio de 7 universidades chilenas y la UNT, en Estados Unidos. Desde ahí, ha sido posible reorganizar las gestiones del parque al enlazar los principales objetivos de este con las líneas de investigación del Centro: Centinelas del Cambio Climático, Centinelas de la Homogeneización Biocultural y Conservación Biocultural a múltiples escalas.

## Colecciones
El Parque Etnobotánico Omora mantiene retazos de bosque autóctono como colección de plantas vivas in situ y parcelas protegidas de regeneración de algunas especies.
En el parque se encuentran los bosques típicos de la Sudamérica austral, con agrupaciones vegetales de:
- Bosque de hoja caduca en el que preponderan los árboles de lenga (Nothofagus pumilio) y de ñirre (Nothofagus antarctica),
- Cursos de agua de la cuenca hidrográfica del río Róbalo
- Bosque siempreverde con abundancia de coigüe de Magallanes Nothofagus betuloides o guindo, canelo, Maytenus magellanica, y notro, junto con matorrales de chilco o aljaba, michay, calafate, mata negra, y Brezales de Empetrum rubrum (murtilla). En el sotobosque se pueden encontrar algunas delicadas especies de orquídeas, y helechos.
- Turberas de Sphagnum (Sphagnum magellanicum)
- Humedales de castor.
- Zonas alpinas con pequeñas praderas que se desarrollan en terrenos mallinosos con presencia de especies de compuestas, musgos, y gramíneas. Asimismo sobre las rocas se desarrollan líquenes de vistosos colores.
- Comunidades arbustivas de Chiliotrichum diffusum – Festuca gracillima (mata verde. coirón). Se ubica en sectores planos y de lomaje, y cualquiera de las dos especies mencionadas puede ser la especie dominante. El estrato arbustivo tiene generalmente una altura de 0,5 a 1 m. En la composición del tapiz herbáceo participan también tales como: Rhytidosperma virescens, Trisetum spicatum, Descampsia flexuosa y Festuca magallanica, entre otras.

## Videos
- Viaje Invisible. Ecoturismo con Lupa
- Parque Omora: Laboratorio Natural by TVN - CONICYT - CABALA
- La Medida de Omora by Claudia Esslinger en Vimeo
- La Medida de Omora y Los Cabos de Hornos by Claudia Esslinger en Vimeo
- Field Environmental Philosophy /Filosofía Ambiental de Campo: El Retorno a la Madriguera (The Return to the Den) by Jaime Sepulveda en Vimeo
- Belleza de Pensar Cristian Warnken, Lorenzo Aillapán y Ricardo Rozzi
- Efecto Picaflor
- Efecto Picaflor sinopsis
- TV UMAG Ecotourism with a Hand Lens - Ecoturismo con Lupa
- TV UMAG Omora LA BIODIVERSIDAD
- TV UMAG Omora VALOR INTRINSECO
- TV UMAG Omora VALOR INSTRUMENTAL
- TV UMAG Omora Turismo sustentable Parque Cabo de Hornos
- TV UMAG Omora Guía Multi Étnica de Aves Subantarticas
- Naturaleza Pájaro, Bosque Nativo - Lorenzo Aillapan by Olaf Pena Pastene en Vimeo
- Naturaleza Pájaro, Bosque Nativo - Ricardo Rozzi by Olaf Pena Pastene en Vimeo

Algunos especímenes en el "Parque Etnobotánico Omora".

Especímenes
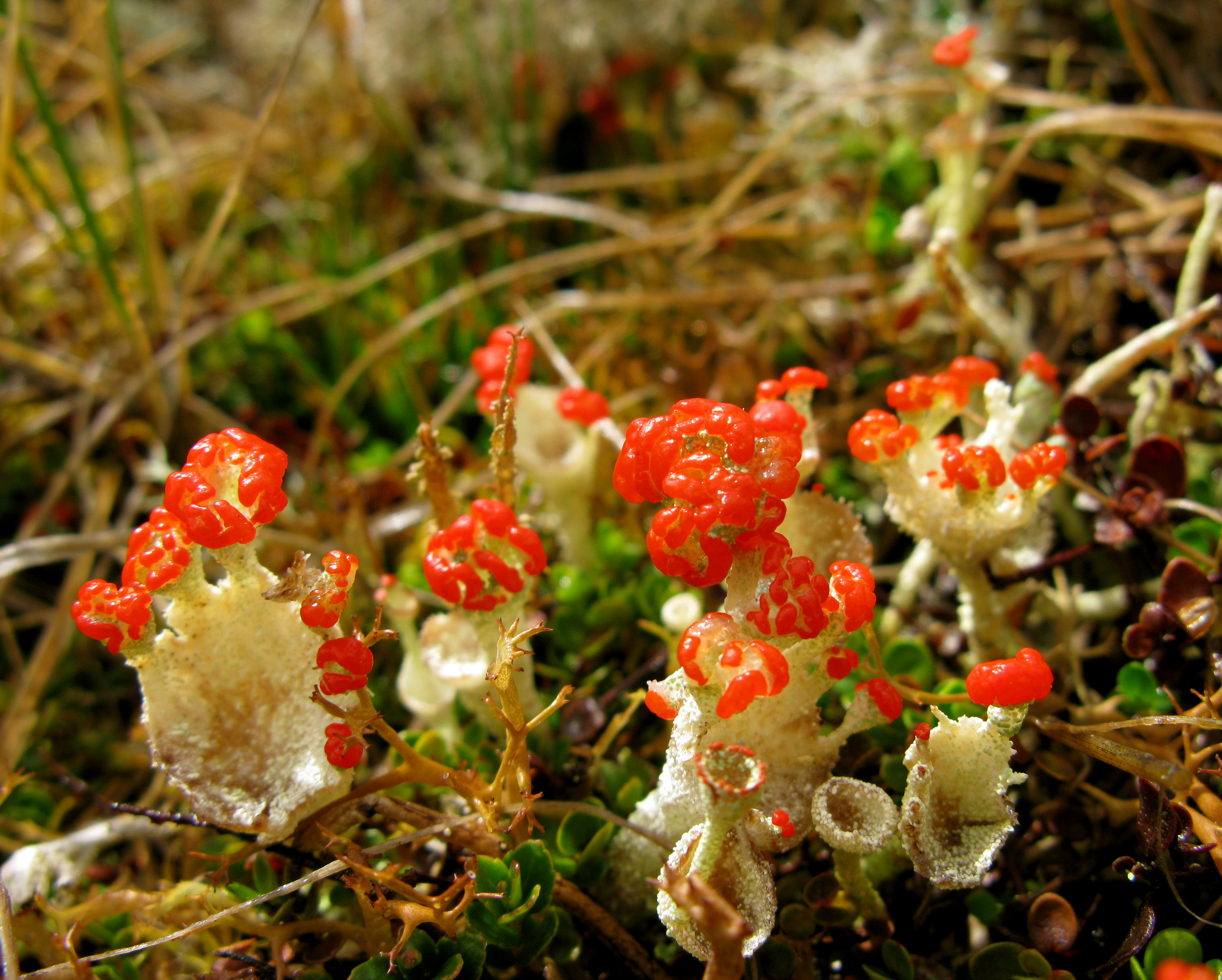
Cladonia diversa
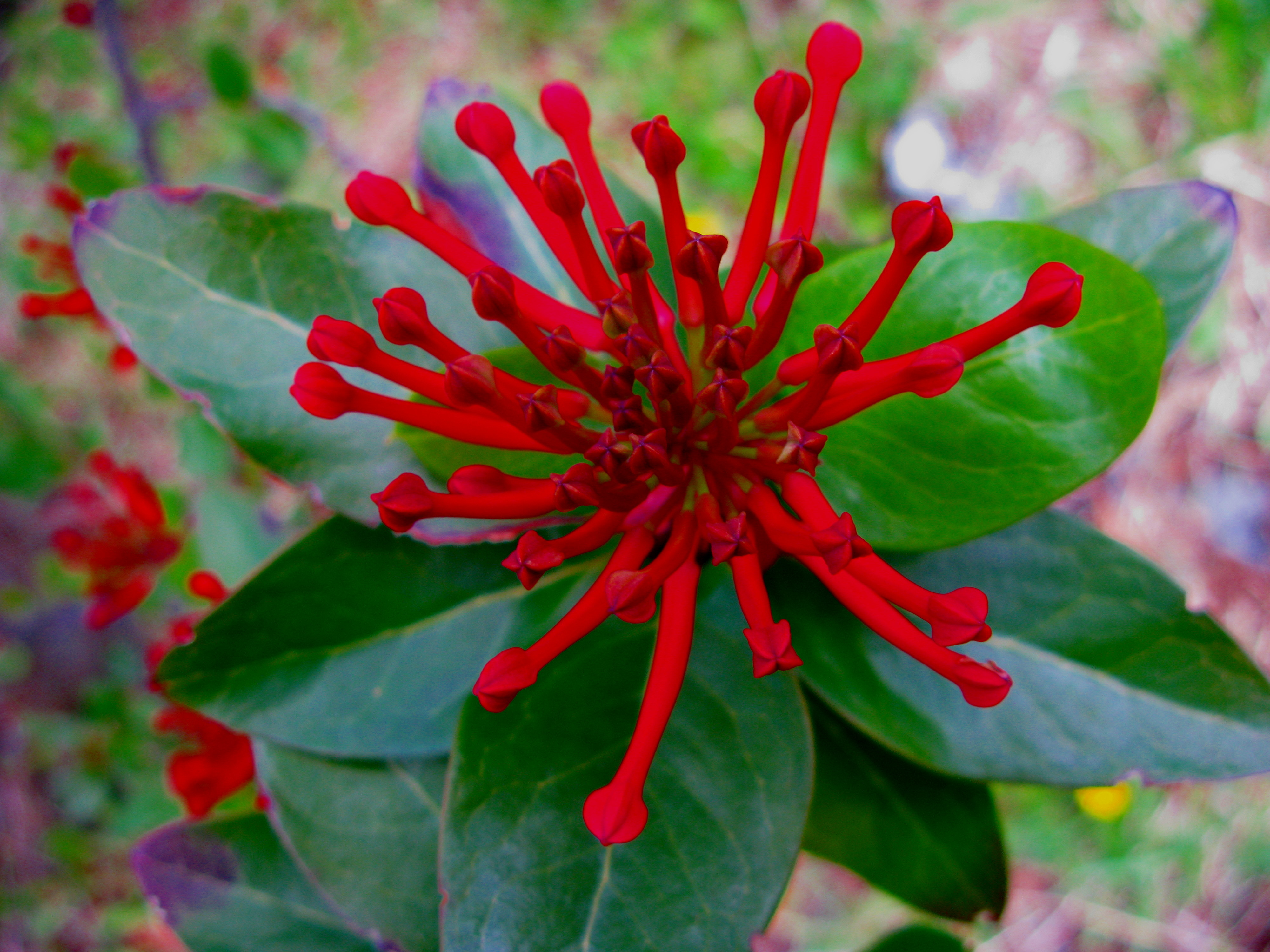
Flor de notro
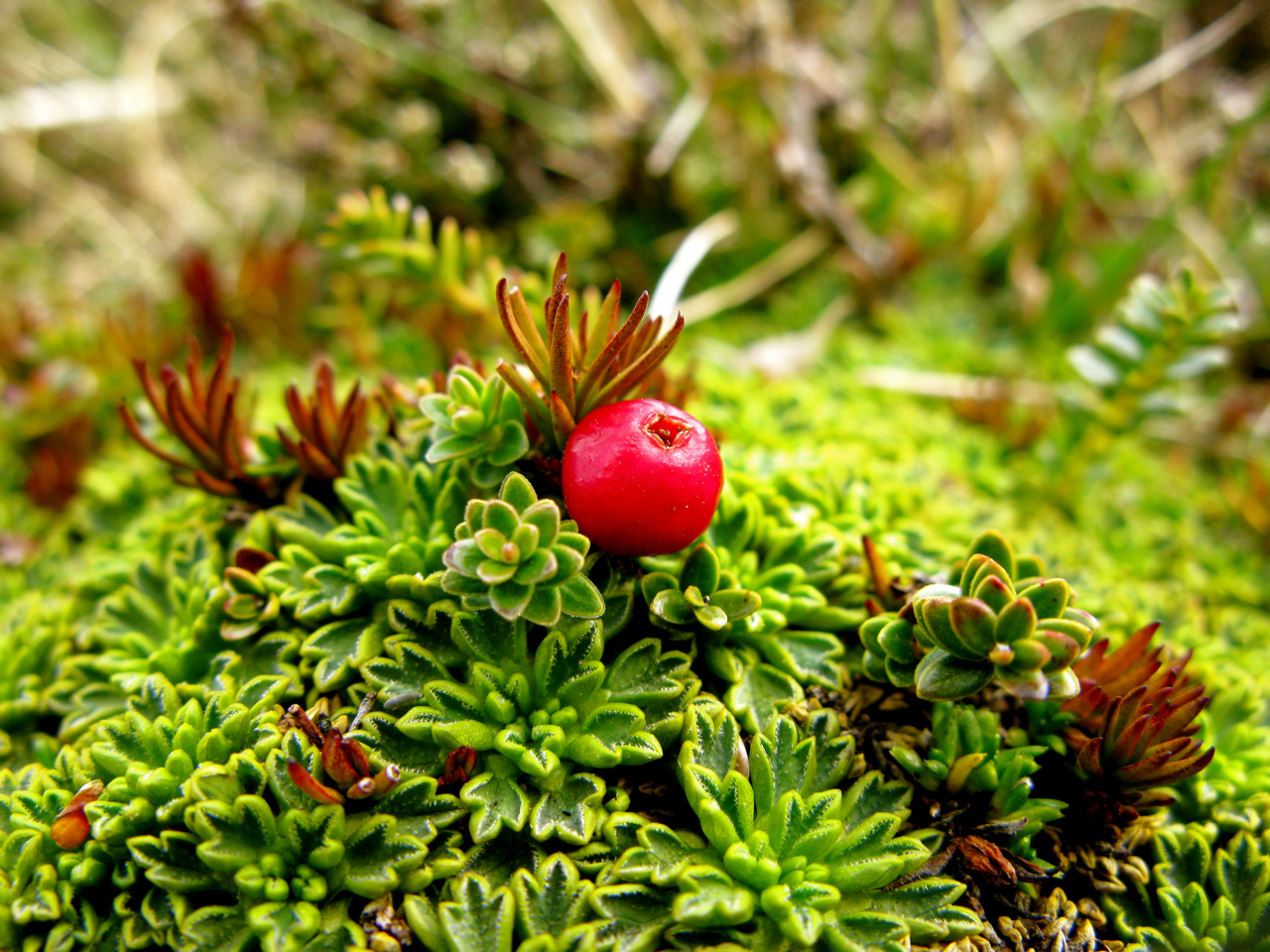
Empetrum rubrum
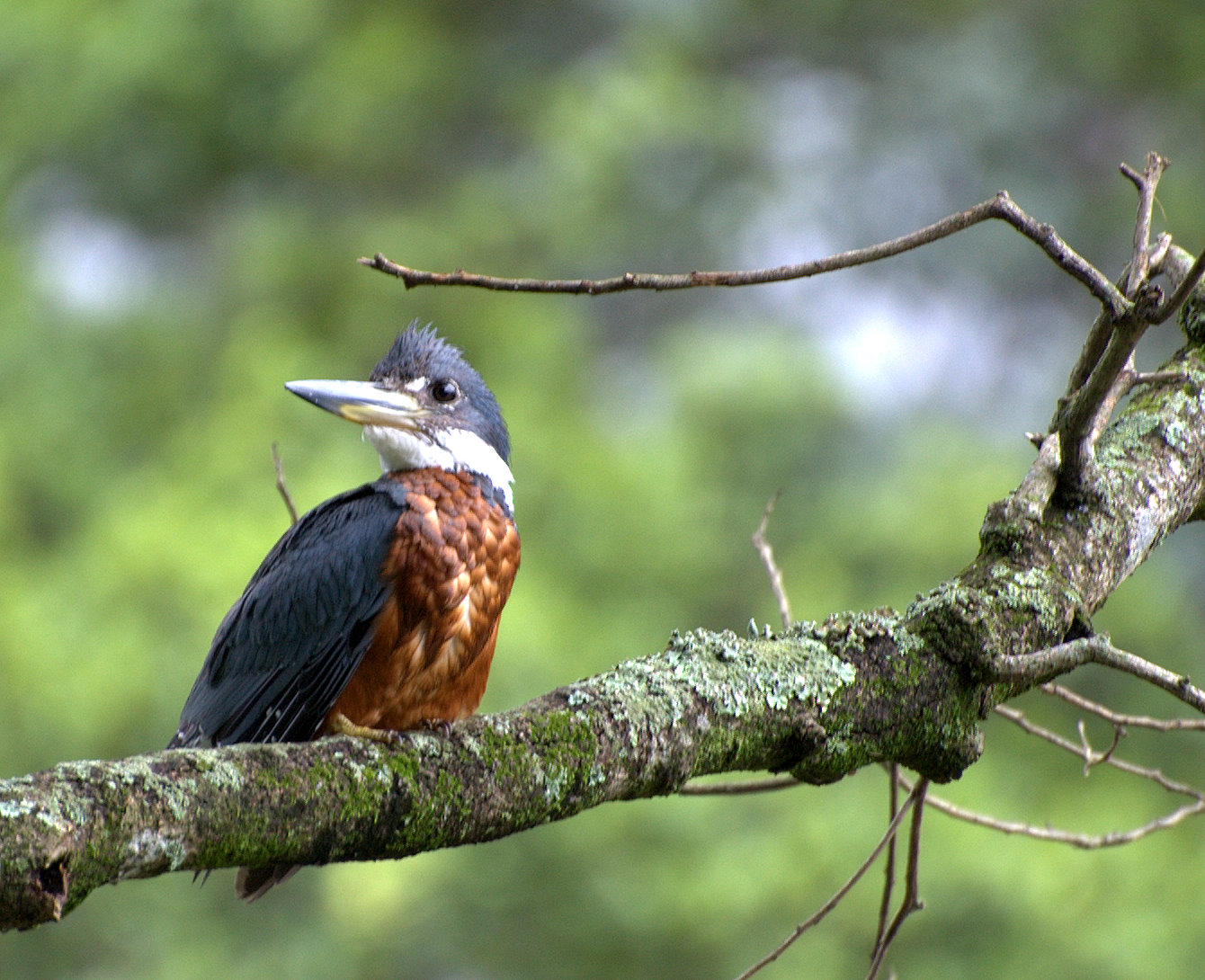
Megaceryle torquata.
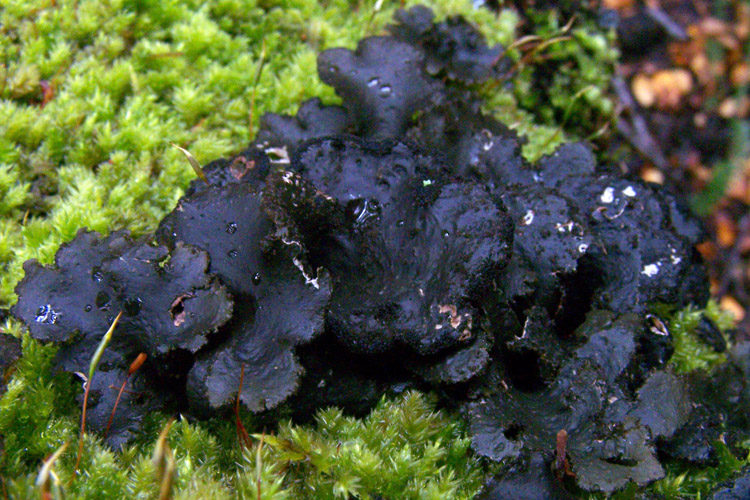
Sticta hypodira